# Aspalathus crassisepala
Aspalathus crassisepala är en ärtväxtart som beskrevs av Rolf Martin Theodor Dahlgren. Aspalathus crassisepala ingår i släktet Aspalathus och familjen ärtväxter. Inga underarter finns listade i Catalogue of Life.